# Східний дивізіон НХЛ
Схі́дний дивізіо́н Національної хокейної лиги було засновано у 1967 році, коли НХЛ складалася з одного дивізіону. Проіснував до 1974 року, коли внаслідок перерозташування ліги її було розділено на дві конференції по два дивізіони у кожній.
У 1967 році НХЛ збільшила число команд у двічі: замість 6 їх стало 12. Велику Шістку, яка грала до 1967 року, було згруповано до Східного дивізіону. Команди, які ввійшли до НХЛ, було сгруповано у Західний дивізіон. Так зробили для того, щоб команди рівні за силою були в одному дивізіоні, не зважаючи на географічне місцеположення. Такий дисбаланс сил призвів до того, що команди Східної конференції виграли Кубок Стенлі у 5 з 6 розіграшів. Також у сезоні 1969—70 Монреаль Канадієнс мали 92 пункти, що було значно більше ніж у переможці Західного дивізіону, але вони не потрапили до розіграшу плей-оф — єдиний раз за 1948—95 роки.
Коли у 1970 році НХЛ знову розширилася, то дві нові команди Баффало Сейбрс та Ванкувер Канакс, було додано до Східного дивізіону. Щоб створити сбалансовані дивізіони, Чикаго Блек-Гокс відправили до Західного дивізіону. У 1972 році було ще одне розширення НХЛ і кожний дивізіон отримав по одній команді. До Східної конференції потрапили Нью-Йорк Айлендерс.
У 1974 році ще дві команди стали членами НХЛ і ліга зазнала реорганізації. Східний і Західний дивізіони було перейменовано на Конференцію Принца Уельського та Конференцію Кларенса Кемпбела відповідно. Кожна складалася з дев'яти команд у двох дивізіонах: Норрис та Адамс у Конференції Уельс, та Патрик і Смайт у Конференції Кемпбел. Оскільки Конференції було сформовано не за географічним принципом, то назви дивізіони і конференції отримали на честь видатних людей НХЛ.

## Склад дивізіону
- Монреаль Канадієнс (1967–74)
- Нью-Йорк Рейнджерс (1967–74)
- Бостон Брюїнс (1967–74)
- Чикаго Блек-Гокс (1967–70)
- Торонто Мейпл-Ліфс (1967–74)
- Детройт Ред-Вінгс (1967–74)
- Баффало Сейбрс (1970–74)
- Ванкувер Канакс (1970–74)
- Нью-Йорк Айлендерс (1972–1974)

## Положення команд, 1968–74
Скорочення: ІЗ = Ігор зіграно, В = Виграно, П = Поразки, Н = Нічиї, О = Очок Набрано, ШЗ = Шайб закинуто, ШП = Шайб пропущено, ШХ = Штрафні хвилини

Зауваження: Команди, які пройшли до плей-оф виділино напівжирним

### 1967–68
| 1967–68            | ІЗ | В  | П  | Н  | О  | ШЗ  | ШП  | ШХ   |
| ------------------ | -- | -- | -- | -- | -- | --- | --- | ---- |
| Монреаль Канадієнс | 74 | 42 | 22 | 10 | 94 | 236 | 167 | 700  |
| Нью-Йорк Рейнджерс | 74 | 39 | 23 | 12 | 90 | 226 | 183 | 673  |
| Бостон Брюїнс      | 74 | 37 | 27 | 10 | 84 | 259 | 216 | 1043 |
| Чикаго Блек-Гокс   | 74 | 32 | 26 | 16 | 80 | 212 | 222 | 606  |
| Торонто Мейпл-Ліфс | 74 | 33 | 31 | 10 | 76 | 209 | 176 | 634  |
| Детройт Ред-Вінгс  | 74 | 27 | 35 | 12 | 66 | 245 | 257 | 759  |

### 1968–69
| 1968–69            | ІЗ | В  | П  | Н  | О   | ШЗ  | ШП  | ШХ   |
| ------------------ | -- | -- | -- | -- | --- | --- | --- | ---- |
| Монреаль Канадієнс | 76 | 46 | 19 | 11 | 103 | 271 | 202 | 780  |
| Бостон Брюїнс      | 76 | 42 | 18 | 16 | 100 | 303 | 221 | 1297 |
| Нью-Йорк Рейнджерс | 76 | 41 | 26 | 9  | 91  | 231 | 196 | 806  |
| Торонто Мейпл-Ліфс | 76 | 35 | 26 | 15 | 85  | 234 | 217 | 961  |
| Детройт Ред-Вінгс  | 76 | 33 | 31 | 12 | 78  | 239 | 221 | 885  |
| Чикаго Блек-Гокс   | 76 | 34 | 33 | 9  | 77  | 280 | 246 | 842  |

### 1969–70
| 1969–70            | ІЗ | В  | П  | Н  | О  | ШЗ  | ШП  | ШХ   |
| ------------------ | -- | -- | -- | -- | -- | --- | --- | ---- |
| Чикаго Блек-Гокс   | 76 | 45 | 22 | 9  | 99 | 250 | 170 | 901  |
| Бостон Брюїнс      | 76 | 40 | 17 | 19 | 99 | 277 | 216 | 1196 |
| Детройт Ред-Вінгс  | 76 | 40 | 21 | 15 | 95 | 246 | 199 | 907  |
| Нью-Йорк Рейнджерс | 76 | 38 | 22 | 16 | 92 | 246 | 189 | 853  |
| Монреаль Канадієнс | 76 | 38 | 22 | 16 | 92 | 244 | 201 | 892  |
| Торонто Мейпл-Ліфс | 76 | 29 | 34 | 13 | 71 | 222 | 242 | 898  |

### 1970–71
| 1970–71            | ІЗ | В  | П  | Н  | О   | ШЗ  | ШП  | ШХ   |
| ------------------ | -- | -- | -- | -- | --- | --- | --- | ---- |
| Бостон Брюїнс      | 78 | 57 | 14 | 7  | 121 | 399 | 207 | 1154 |
| Нью-Йорк Рейнджерс | 78 | 49 | 18 | 11 | 109 | 259 | 177 | 952  |
| Монреаль Канадієнс | 78 | 42 | 23 | 13 | 97  | 291 | 216 | 1271 |
| Торонто Мейпл-Ліфс | 78 | 37 | 33 | 8  | 82  | 248 | 211 | 1133 |
| Баффало Сейбрс     | 78 | 24 | 39 | 15 | 63  | 217 | 291 | 1188 |
| Ванкувер Канакс    | 78 | 24 | 46 | 8  | 56  | 229 | 296 | 1371 |
| Детройт Ред-Вінгс  | 78 | 22 | 45 | 11 | 55  | 209 | 308 | 988  |

### 1971–72
| 1971–72            | ІЗ | В  | П  | Н  | О   | ШЗ  | ШП  | ШХ   |
| ------------------ | -- | -- | -- | -- | --- | --- | --- | ---- |
| Бостон Брюїнс      | 78 | 54 | 13 | 11 | 119 | 330 | 204 | 1112 |
| Нью-Йорк Рейнджерс | 78 | 48 | 17 | 13 | 109 | 317 | 192 | 1010 |
| Монреаль Канадієнс | 78 | 46 | 16 | 16 | 108 | 307 | 205 | 783  |
| Торонто Мейпл-Ліфс | 78 | 33 | 31 | 14 | 80  | 209 | 208 | 887  |
| Детройт Ред-Вінгс  | 78 | 33 | 35 | 10 | 76  | 261 | 262 | 850  |
| Баффало Сейбрс     | 78 | 16 | 43 | 19 | 51  | 203 | 289 | 831  |
| Ванкувер Канакс    | 78 | 20 | 50 | 8  | 48  | 203 | 297 | 1092 |

### 1972–73
| 1972–73            | ІЗ | В  | П  | Н  | О   | ШЗ  | ШП  | ШХ   |
| ------------------ | -- | -- | -- | -- | --- | --- | --- | ---- |
| Монреаль Канадієнс | 78 | 52 | 10 | 16 | 120 | 329 | 184 | 783  |
| Бостон Брюїнс      | 78 | 51 | 22 | 5  | 107 | 330 | 235 | 1097 |
| Нью-Йорк Рейнджерс | 78 | 47 | 23 | 8  | 102 | 297 | 208 | 765  |
| Баффало Сейбрс     | 78 | 37 | 27 | 14 | 88  | 257 | 219 | 940  |
| Детройт Ред-Вінгс  | 78 | 37 | 29 | 12 | 86  | 265 | 243 | 893  |
| Торонто Мейпл-Ліфс | 78 | 27 | 41 | 10 | 64  | 247 | 279 | 716  |
| Ванкувер Канакс    | 78 | 22 | 47 | 9  | 53  | 233 | 339 | 943  |
| Нью-Йорк Айлендерс | 78 | 12 | 60 | 6  | 30  | 170 | 347 | 881  |

### 1973–74
| 1973–74            | ІЗ | В  | П  | Н  | О   | ШЗ  | ШП  | ШХ   |
| ------------------ | -- | -- | -- | -- | --- | --- | --- | ---- |
| Бостон Брюїнс      | 78 | 52 | 17 | 9  | 113 | 349 | 221 | 968  |
| Монреаль Канадієнс | 78 | 45 | 24 | 9  | 99  | 293 | 240 | 761  |
| Нью-Йорк Рейнджерс | 78 | 40 | 24 | 14 | 94  | 300 | 251 | 782  |
| Торонто Мейпл-Ліфс | 78 | 35 | 27 | 16 | 86  | 274 | 230 | 903  |
| Баффало Сейбрс     | 78 | 32 | 34 | 12 | 76  | 242 | 250 | 787  |
| Детройт Ред-Вінгс  | 78 | 29 | 39 | 10 | 68  | 255 | 319 | 917  |
| Ванкувер Канакс    | 78 | 24 | 43 | 11 | 59  | 224 | 296 | 952  |
| Нью-Йорк Айлендерс | 78 | 19 | 41 | 18 | 56  | 182 | 247 | 1075 |

## Переможці Східного дивізіону
Для списку переможців дивізіону дивіться Приз принца Уельського.

### Переможці Кубку Стенлі
Оскільки Східний дивізіон складався з команд Оригінальної шістки, то ці команди мали значну перевагу у розіграші Кубку Стенлі перед клубами Західного дивізіону протягом 1967—74 років.
- 1967–68 — Монреаль Канадієнс
- 1968–69 — Монреаль Канадієнс
- 1969–70 — Бостон Брюїнс
- 1970–71 — Монреаль Канадієнс
- 1971–72 — Бостон Брюїнс
- 1972–73 — Монреаль Канадієнс